# Polo aquático nos Jogos Olímpicos de Verão de 2000
O torneio de Pólo aquático nos Jogos Olímpicos de Verão de 2000 foi realizado em Sydney, na Austrália. Foi também introduzido nessa edição dos Jogos o torneio feminino da modalidade com seis nações participantes.

## Masculino
| Ouro | Prata | Bronze |
| Hungria Attila Vari Zoltán Szécsi Bulcsú Székely Zsolt Varga Tamás Marcz Tamás Molnár Barnabás Steinmetz Tamás Kásás Gergely Kiss Zoltan Kosz Tibor Benedek Péter Biros Rajmund Fodor | Rússia Irek Zinnourov Dmitri Stratan Revaz Tchomakhidze Marat Zakirov Nikolay Kozlov Nikolai Maximov Andrei Reketchinski Serquei Garbouzov Dmitry Gorshkov Iouri Iatsev Roman Balachov Dmitri Douquine Alexandre Erychov | Iugoslávia Predrag Zimonjić Jugoslav Vasović Vladimir Vujasinović Nenad Vukanić Aleksandar Šoštar Petar Trbojević Veljko Uskoković Nikola Kuljača Aleksandar Šapić Dejan Savić Aleksandar Ćirić Danilo Ikodinović Viktor Jelenić |

### Primeira fase

#### Grupo A
| Equipe          | Pts | J | V | E | D | GP | GC |
| --------------- | --- | - | - | - | - | -- | -- |
| RUS Rússia      | 9   | 5 | 4 | 1 | 0 | 51 | 28 |
| ITA Itália      | 9   | 5 | 4 | 1 | 0 | 43 | 32 |
| ESP Espanha     | 5   | 5 | 2 | 1 | 2 | 32 | 34 |
| AUS Austrália   | 4   | 5 | 1 | 2 | 2 | 38 | 36 |
| KAZ Cazaquistão | 3   | 5 | 1 | 1 | 3 | 41 | 46 |
| SVK Eslováquia  | 0   | 5 | 0 | 0 | 5 | 30 | 59 |

| 23 de setembro |       |             |
| Eslováquia     | 8–11  | Itália      |
| Cazaquistão    | 7–8   | Espanha     |
| Austrália      | 4–6   | Rússia      |
| 24 de setembro |       |             |
| Rússia         | 7–7   | Itália      |
| Espanha        | 7–6   | Eslováquia  |
| Austrália      | 11–11 | Cazaquistão |
| 25 de setembro |       |             |
| Itália         | 6–5   | Espanha     |
| Cazaquistão    | 7–9   | Rússia      |
| Eslováquia     | 6–11  | Austrália   |
| 26 de setembro |       |             |
| Rússia         | 8–5   | Espanha     |
| Cazaquistão    | 9–5   | Eslováquia  |
| Austrália      | 5–6   | Itália      |
| 27 de setembro |       |             |
| Eslováquia     | 5–21  | Rússia      |
| Itália         | 13–7  | Cazaquistão |
| Austrália      | 7–7   | Espanha     |

#### Grupo B
| Equipe             | Pts | J | V | E | D | GP | GC |
| ------------------ | --- | - | - | - | - | -- | -- |
| YUG Iugoslávia     | 9   | 5 | 4 | 1 | 0 | 41 | 22 |
| CRO Croácia        | 9   | 5 | 4 | 1 | 0 | 42 | 30 |
| HUN Hungria        | 6   | 5 | 3 | 0 | 2 | 49 | 39 |
| USA Estados Unidos | 4   | 5 | 2 | 0 | 3 | 42 | 39 |
| NED Países Baixos  | 2   | 5 | 1 | 0 | 4 | 34 | 55 |
| GRE Grécia         | 0   | 5 | 0 | 0 | 5 | 22 | 55 |

| 23 de setembro |      |                |
| Grécia         | 4–7  | Hungria        |
| Iugoslávia     | 9–1  | Países Baixos  |
| Croácia        | 10–7 | Estados Unidos |
| 24 de setembro |      |                |
| Hungria        | 16–8 | Países Baixos  |
| Estados Unidos | 5–8  | Iugoslávia     |
| Grécia         | 5–9  | Croácia        |
| 25 de setembro |      |                |
| Países Baixos  | 8–12 | Estados Unidos |
| Croácia        | 8–7  | Hungria        |
| Iugoslávia     | 10–3 | Grécia         |
| 26 de setembro |      |                |
| Hungria        | 10–9 | Estados Unidos |
| Grécia         | 7–10 | Países Baixos  |
| Croácia        | 4–4  | Iugoslávia     |
| 27 de setembro |      |                |
| Iugoslávia     | 10–9 | Hungria        |
| Países Baixos  | 7–11 | Croácia        |
| Grécia         | 3–9  | Estados Unidos |

### Classificação 9º-12º lugares
| Equipe            | Pts | J | V | E | D | GP | GC |
| ----------------- | --- | - | - | - | - | -- | -- |
| KAZ Cazaquistão   | 5   | 3 | 2 | 1 | 0 | 33 | 18 |
| GRE Grécia        | 4   | 3 | 1 | 2 | 0 | 24 | 20 |
| NED Países Baixos | 3   | 3 | 1 | 1 | 1 | 19 | 20 |
| SVK Eslováquia    | 0   | 3 | 0 | 0 | 3 | 24 | 32 |

| 29 de setembro |      |               |
| Cazaquistão    | 6–6  | Grécia        |
| Eslováquia     | 8–9  | Países Baixos |
| 30 de setembro |      |               |
| Cazaquistão    | 11–8 | Iugoslávia    |
| Países Baixos  | 6–6  | Eslováquia    |
| 1 de outubro   |      |               |
| Eslováquia     | 8–12 | Grécia        |
| Cazaquistão    | 6–4  | Países Baixos |

### Quartas de final
| 29 de setembro |       |                |
| Rússia         | 11–10 | Estados Unidos |
| Itália         | 5–8   | Hungria        |
| Espanha        | 9–8   | Croácia        |
| Austrália      | 3–7   | Iugoslávia     |

### Classificação 5º-8º lugares
| 30 de setembro |     |           |
| Estados Unidos | 9–8 | Croácia   |
| Itália         | 8–4 | Austrália |

#### 7º-8º lugar
| 1 de outubro |      |           |
| Croácia      | 10–8 | Austrália |

#### 5º-6º lugar
| 1 de outubro   |      |        |
| Estados Unidos | 8–10 | Itália |

### Semifinal
| 30 de setembro |     |            |
| Rússia         | 8–7 | Espanha    |
| Hungria        | 8–7 | Iugoslávia |

### Disputa pelo bronze
| 1 de outubro |     |            |
| Espanha      | 3–8 | Iugoslávia |

### Final
| 1 de outubro |      |         |
| Rússia       | 6–13 | Hungria |

## Classificação final (masculino)
| Pos. | País               |
| ---- | ------------------ |
|      | HUN Hungria        |
|      | RUS Rússia         |
|      | YUG Iugoslávia     |
| 4    | ESP Espanha        |
| 5    | ITA Itália         |
| 6    | USA Estados Unidos |
| 7    | CRO Croácia        |
| 8    | AUS Austrália      |
| 9    | KAZ Cazaquistão    |
| 10   | GRE Grécia         |
| 11   | NED Países Baixos  |
| 12   | SVK Eslováquia     |

## Feminino
| Ouro | Prata | Bronze |
| Austrália Taryn Woods Debbie Watson Liz Weekes Danielle Woodhouse Bronwyn Mayer Gail Miller Melissa Mills Simone Hankin Yvette Higgins Kate Hooper Naomi Castle Joanne Fox Bridgette Gusterson | Estados Unidos Brenda Villa Kathy Sheehy Coralie Simmons Julie Swail Maureen O’Toole Nicolle Payne Heather Petri Ericka Lorenz Heather Moody Bernice Orwig Robin Beauregard Ellen Estes | Rússia Marina Akobiya Ekaterina Anikeeva Sofia Konukh Maria Koroleva Natalia Kutuzova Svetlana Kuzina Yuliya Petrova Tatiana Petrova Galina Rytova Elena Smurova Elena Tokun Irina Tolkunova Ekaterina Vassilieva |

### Primeira fase

#### Grupo Único
| Equipe             | Pts | J | V | E | D | GP | GC |
| ------------------ | --- | - | - | - | - | -- | -- |
| AUS Austrália      | 8   | 5 | 4 | 0 | 1 | 35 | 20 |
| USA Estados Unidos | 7   | 5 | 3 | 1 | 1 | 36 | 30 |
| NED Países Baixos  | 6   | 5 | 3 | 0 | 2 | 27 | 26 |
| RUS Rússia         | 5   | 5 | 2 | 1 | 2 | 36 | 29 |
| CAN Canadá         | 4   | 5 | 1 | 2 | 2 | 33 | 34 |
| KAZ Cazaquistão    | 0   | 5 | 0 | 0 | 5 | 23 | 51 |

| 16 de setembro |      |                |
| Cazaquistão    | 2–9  | Austrália      |
| Canadá         | 7–7  | Rússia         |
| Países Baixos  | 4–6  | Estados Unidos |
| 17 de setembro |      |                |
| Austrália      | 6–3  | Rússia         |
| Estados Unidos | 8–8  | Canadá         |
| Cazaquistão    | 6–8  | Países Baixos  |
| 18 de setembro |      |                |
| Países Baixos  | 5–4  | Austrália      |
| Rússia         | 5–7  | Estados Unidos |
| Canadá         | 10–3 | Cazaquistão    |
| 19 de setembro |      |                |
| Estados Unidos | 6–7  | Austrália      |
| Cazaquistão    | 6–15 | Rússia         |
| Países Baixos  | 7–4  | Canadá         |
| 20 de setembro |      |                |
| Canadá         | 4–9  | Austrália      |
| Rússia         | 6–3  | Países Baixos  |
| Cazaquistão    | 6–9  | Estados Unidos |

### Disputa de 5º-6º lugar
| 22 de setembro |     |             |
| Canadá         | 9–8 | Cazaquistão |

### Semifinal
| 22 de setembro |     |               |
| Austrália      | 7–6 | Rússia        |
| Estados Unidos | 6–5 | Países Baixos |

### Disputa pelo bronze
| 23 de setembro |     |               |
| Rússia         | 4–3 | Países Baixos |

### Final
| 23 de setembro |     |                |
| Austrália      | 4–3 | Estados Unidos |

## Classificação final (feminino)
| Pos. | País               |
| ---- | ------------------ |
|      | AUS Austrália      |
|      | USA Estados Unidos |
|      | RUS Rússia         |
| 4    | NED Países Baixos  |
| 5    | CAN Canadá         |
| 6    | KAZ Cazaquistão    |